# Anisobas cornutus
Anisobas cornutus là một loài tò vò trong họ Ichneumonidae.